# Stethynium mutatum
Stethynium mutatum är en stekelart som beskrevs av Girault 1920. Stethynium mutatum ingår i släktet Stethynium och familjen dvärgsteklar. Inga underarter finns listade i Catalogue of Life.